# Empfehlungen für Wirtschaftlichkeitsuntersuchungen an Straßen
Die Empfehlungen für Wirtschaftlichkeitsuntersuchungen an Straßen (kurz EWS) waren ein in Deutschland gültiges technisches Regelwerk zur volkswirtschaftlichen Beurteilung von Straßeninfrastrukturprojekten. Sie waren Nachfolger der „Richtlinien zur Anlage von Straßen – Teil: Wirtschaftlichkeitsuntersuchungen“ (RAS-W) aus dem Jahr 1986 bzw. der „Richtlinien für wirtschaftliche Vergleichsrechnungen im Straßenwesen“ (RWS) aus dem Jahr 1970 und wurden 1997 in der Entwurfsfassung durch die Forschungsgesellschaft für Straßen- und Verkehrswesen herausgegeben. 2023 zog die zuständige Arbeitsausschuss das Regelwerk mit seinen Zusatzdokumenten ersatzlos zurück.

## Bedeutung
Die EWS ist eine Kosten-Nutzen-Analyse und ein standardisiertes Bewertungsverfahren mit den Zielsetzungen Variantenvergleiche, Dringlichkeitsreihungen und die Ermittlung der generellen Bauwürdigkeit einer Maßnahme durch Wirtschaftlichkeitsuntersuchungen zu gewährleisten. Der Bewertungszeitraum erstreckt sich über 20 Jahre, gerechnet ab dem 1. Januar nach Verkehrsübergabe.
Diese Wirtschaftlichkeitsuntersuchungen dienen dazu, aus volkswirtschaftlicher Sicht entbehrliche Maßnahmen zu vermeiden. Als Entscheidungshilfe dienen hierbei die Veränderungen der einzelnen Nutzenkomponenten (Betriebskosten, Fahrzeiten, Unfallgeschehen, Lärmbelastung, Schadstoffbelastung, Klimabelastung, Trennwirkung gegenüber Fußgängerüberquerungen und Flächenverfügbarkeit für Fußgänger und Radfahrer).

## Inhalt
Die EWS bestehen aus insgesamt neun Abschnitten:
1. Ziele von Wirtschaftlichkeitsuntersuchungen
2. themenbezogene Grundlagen
3. Kostensätze für Nutzerkomponenten
4. Netzabgrenzung, Abschnittseinteilung und Verkehrsablauf
5. Verfahrensweisen zu Ermittlung der Kosten
6. Nutzensermittlung
7. Berechnung des Nutzen/Kosten-Verhältnisse
8. Handhabung der Rechenergebnisse
9. Anpassung an örtliche Gegebenheiten.